# Promethei Planum
Promethei Planum és una formació geològica de tipus planum a la superfície de Mart, localitzada amb el sistema de coordenades planetocèntriques a -75.82 ° latitud N i 127.88 ° longitud E, que fa 831.28 km de diàmetre. El nom va ser aprovat per la UAI l'any 2003 i fa referència a una característica d'albedo.